# Geboortehuis van Chopin
Het geboortehuis van  Chopin is een museum in Żelazowa Wola in de Poolse regio Mazovië. Het is een filiaal van het Museum Frédéric Chopin in Warschau. Het staat aan de oevers van de Utrata en wordt omringd door een park van circa zeven hectare. 

## Inrichting en collectie
Het museum werd op 17 oktober 1931 geopend en werd in 2010 opnieuw ingericht. Er kwamen twee moderne paviljoens met glazen wanden, waardoor er de hele tijd zicht is op het park. Het park werd zelf ook gerenoveerd, onder meer door oude planten en bomen te vervangen door circa honderdduizend jonge exemplaren.
Het museum wijdt zich aan  Frédéric Chopin (1810-1849) en in het bijzonder aan de geschiedenis van zijn geboortehuis en de erbij betrokken mensen. Verschillende kamers zijn teruggebracht naar de tijd waarin de componist in het huis woonde. In zijn geboortekamer komen twee lichtstralen uit op een piano en zijn portret. In een zaal wordt doorlopend een korte film over de geschiedenis van het dorp vertoond. Verder is er nog een café, een souvenirwinkel en een zaal die gebruikt wordt voor concerten en als restaurant.

## Monumenten

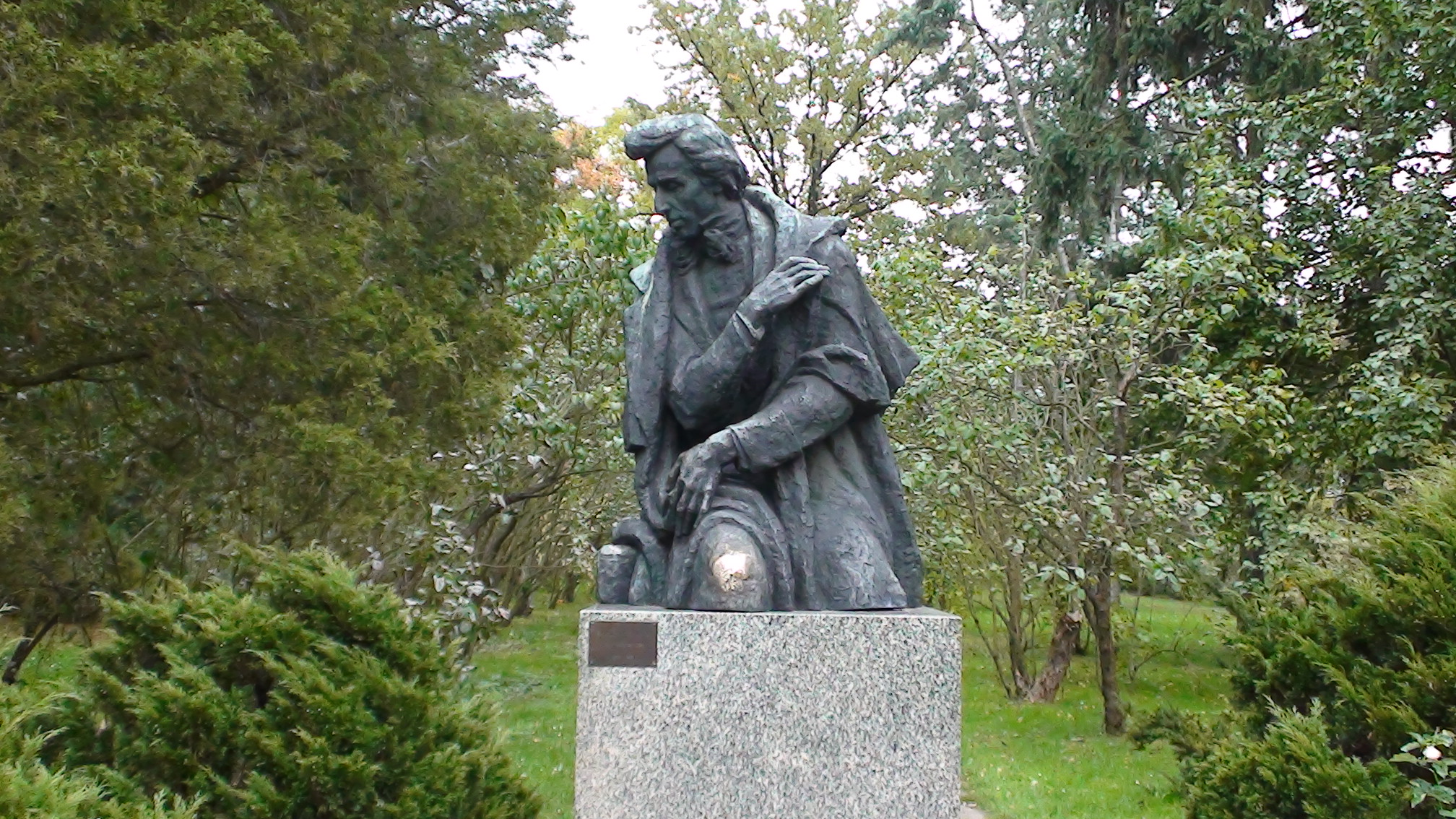
Chopins monument uit 1969

In 1894 werd in het park een Chopin-monument geplaatst van Bronisław Żochowski en Jan Wojdyga. Dit monument was een initiatief van de Russische componist Mili Balakirev.
In 1969 volgde nog een monument in het park van de beeldhouwer Józef Gosławski.

## Geschiedenis
Het is een klein herenhuis dat in het Pools 'dworek' wordt genoemd. Het bijgebouw waar de Chopins woonden is bewaard gebleven. Al vrij snel na hun verhuizing brandde het hoofdgebouw in 1812 af. In de Eerste Wereldoorlog werd ook het andere bijgebouw door brand verwoest.
Aan het eind van de 18e eeuw stonden er rond acht huizen in het dorp. Chopin werd hier op 1 maart 1810 geboren en woonde er slechts een half jaar, toen zijn ouders in de herfst vertrokken naar Warschau. Hij kwam hier later wel verschillende malen terug voor vakanties en familiebezoeken.
In de loop van de eeuwen wisselde het bezit van de woning verschillende malen. In 1928 werd het huis gekocht door het genootschap Vrienden van het Chopin-huis (Pools: Towarzystwo Przyjaciół Domu Chopina) en het Chopin-comité (Pools: Komitet Chopinowski) uit Sochaczew. Tijdens de Tweede Wereldoorlog werd het huis bezet door Duitse soldaten en in de zomer van 1944 was het in gebruik als militair hospitaal.